# Konrad von Summerau
Konrad von Summerau (auch: Konrad I. von Summerau, Konrad von Sumerau, Konrad von Sommerau, Chunradus de Sumerowe; † 1297/98) war Burghauptmann zu Enns und gilt als erster bzw. zweiter Oberösterreichischer Landeshauptmann. Im Jahr 1264 scheint er urkundlich als Landrichter ob der Enns auf.

## Leben
Konrad I. von Summerau entstammte dem Geschlecht der Herren von Zakking. Diese ließen sich auf der Burg Sommerau, etwa drei Kilometer östlich von Wallsee nieder, nachdem die Sunilburger (Sindelburg) zu Burg Wallsee ausgestorben waren (Sommerau war dazwischen noch Besitz der Herren von Sleunz), und nannten sich nach seinerzeitiger Sitte „Sommerauer“, zeitgenössisch auch „Sumerauer“. Konrad war der Sohn von Heinrich III. von Zakking (Heinrich I. von Summerau).

### Im Dienste von Ottokar Přemysl
Konrad von Summerau war in der Zeit des Österreichischen Interregnums, als die Habsburger, die böhmischen Přemysliden und die ungarischen Arpaden um das Babenberger Erbe rangen, Burghauptmann der Ennsburg. Im Jahr 1264 wurde Konrad als Landrichter der Provinz Österreich ob der Enns (lateinisch iudex Austriae superioris) erwähnt. Im Gegensatz zur Steiermark, wo eine lückenlose Reihe von capitanei gesichert ist, ist Konrad nur 1264 als oberer Landrichter bezeugt. Sein Vorgänger Wok von Rosenberg hatte diese Stellung sicher nur 1256 bis spätestens 1260 inne, und Hauptmann Burkhard von Klingenberg trat erst im Dezember 1274 als solcher in Erscheinung.

### Im Dienste der Habsburger
Als der deutsche König Rudolf I. von Habsburg 1276 das erste Mal gegen den Böhmenkönig Ottokar II. Přemysl zog, gehörte das Herzogtum Österreich zum Reich des letzteren. Rudolf zog donauabwärts gegen Wien und beauftragte Ulrich (II.) von Kapellen, in Enns für seine Sache zu werben. Konrad von Sumerau, bisher Ottokars Gefolgsmann, übergab dann am 10. Oktober 1276 die Stadt Enns kampflos. Landeshauptmann Burkhard von Klingenberg musste deshalb die obderennsischen Gebiete, also etwa das heutige Oberösterreich, räumen. Rudolf bedankte sich, indem er der Stadt alle Privilegien bestätigte, Zoll- und Mautfreiheit gewährte und Konrad von Summerau zum Hauptmann ob der Enns (Capitanus Anasi) ernannte.
Konrad zog dann auch mit König Rudolf in die Schlacht bei Dürnkrut und Jedenspeigen (26. August 1278), wo er zusammen mit Ulrich von Kapellen 300 Reiter, davon 60 schwere, ins Feld führte. Etwas unritterlich im Hinterhalt liegend, griff diese Reserve im rechten Moment ein und entschied die Schlacht mit.

### Konflikte mit den Habsburgern
Sechs Jahre später fiel Konrad von Summerau bei den Habsburgern jedoch in Ungnade. Ihm wurden Ungehörigkeiten gegen Kaufleute, Schiffer und Pilger auf der Donau vorgeworfen. Herzog Albrecht I. verlangte die Herausgabe der Burgen Werfenstein und Freyenstein an dieser wichtigen Verkehrsader, was Konrad, gestützt auf ältere Rechte, verweigerte. Daraufhin belagerte der Herzog im Sommer 1284 die beiden Festungen und zwang Konrad zu deren Übergabe. Werfenstein und Freinstein kamen nicht mehr in den Besitz des Sumerauers.
Ein weiterer Konfliktpunkt war der Beraterstab, den Albrecht nach der Belehnung durch seinen Vater Rudolf 1283 nach Österreich und in die Steiermark mitgebracht hatte. Er bestand großteils aus Gefolgsleuten aus den alten Stammlanden der Habsburger im schwäbischen Gebiet, allen voran den Herren von Walsee. Die ansässigen Ministerialen empfanden das als Affront, und fürchten um ihren im Krieg gegen Ottokar gewonnenen Einfluss. So kam es in den 1290er Jahren zu einigen Aufständen der ansässigen Adeligen, bei denen neben den Kuenringern Konrad von Sommerau eine führende Rolle spielte. Als Albrecht 1296 die Aufruhr niederschlug, enthob er Konrad all seiner Lehen und verwies ihn des Landes. Nach kurzer Zuflucht bei König Adolf von Nassau verstarb er außer Landes angeblich im Elend. Burghauptmann zu Enns wie auch Herr auf Sommerau und Sindelburg wurde Heinrich I. von Walsee.